# The Menhir
The Menhir (englisch für Der Hinkelstein) ist ein 395 m hoher und isolierter Monolith im Osten von Coronation Island im Archipel der Südlichen Orkneyinseln. Er ragt am Westufer der Gibbon Bay auf.
Wissenschaftler des Falkland Islands Dependencies Survey nahmen zwischen 1956 und 1958 Vermessungen vor. Das UK Antarctic Place-Names Committee verlieh dem Felsen 1959 seinen deskriptiven Namen.